# Prima Assicurazioni
Prima Assicurazioni S.p.A. è un'agenzia assicurativa italiana specializzata nella vendita di polizze auto, moto, furgoni, casa, famiglia e infortuni.
La società distribuisce in Italia, UK e Spagna sia attraverso il proprio sito, sia attraverso una rete di broker e agenti, le polizze delle compagnie Great Lakes Insurance (gruppo Munich Re), iptiQ (Swiss Re), Zavarovalnica Triglav e Alwyn (Arch Capital Group).
I dipendenti di Prima Assicurazioni sono oltre 1200, distribuiti tra le sedi di Milano, Roma, Londra e Madrid.

## Storia
Prima Assicurazioni nasce a Milano nel 2014 per iniziativa di Alberto Genovese insieme a George Ottathycal Kuruvilla.
Nel 2015 iniziano le vendite online.
Nell'estate del 2018 chiude il più grande round di finanziamento di venture capital in Italia fino a quel momento. Un aumento da 100 milioni di euro, che ha visto come sottoscrittori la banca d'affari Goldman Sachs e il fondo di private equity Blackstone Group.
Nel 2019 inizia a collaborare con broker e agenti, e diventa official partner e back-shirt sponsor della società sportiva della Serie A di calcio ACF Fiorentina per tre anni a partire dalla stagione 2019-2020.
Ad aprile 2020 apre una nuova sede a Roma.
Deloitte la posiziona all'ottavo posto della classifica Technology Fast 500 EMEA 2019.
A novembre 2020 Prima Assicurazioni, alla luce delle gravi accuse riguardanti vicende personali contro il fondatore ed allora presidente Alberto Genovese, ha preso provvedimenti estromettendolo dall'azienda e ha nominato George Ottathycal Kuruvilla presidente e amministratore delegato.
A gennaio 2022 la tech company conta oltre 2 milioni di clienti.
A maggio 2022 Carlyle si aggiunge a Goldman Sachs e Blackstone nella compagine sociale di Prima Assicurazioni.
Nel 2022 Prima diventa Title Sponsor della squadra di MotoGP Pramac Racing.
Nel 2022 iniziano le vendite di polizze in Regno Unito e Spagna, a seguito dell’apertura dei nuovi uffici nella capitale britannica e spagnola. 
A dicembre 2024 Prima Assicurazioni conta oltre 4 milioni di clienti in Europa.
L'1 luglio 2025 la succursale spagnola firma un accordo di sponsorizzazione triennale con il Betis Siviglia.
Nell'agosto 2025 viene annunciato che il gruppo assicurativo AXA ne acquisisce la maggioranza ovvero il 51% per 500 milioni di euro.